# Relleu
Relleu község Spanyolországban, Alicante tartományban. Lakosainak száma 1288 fő (2024). Relleu Aigües, Busot, Orxeta, Penàguila, Sella, La Torre de les Maçanes, Jijona és Alicante községekkel határos.

## Népesség
A település lakosságának változását az alábbi diagram mutatja:
| Lakosok száma | 784  | 925  | 1046 | 1262 | 1338 | 1258 | 1258 | 1160 | 1173 | 1288 |
|               | 2001 | 2004 | 2006 | 2009 | 2011 | 2014 | 2016 | 2019 | 2021 | 2024 |